# Cloropicrina
La cloropicrina, también conocida como nitrocloroformo, es un compuesto químico que se utiliza actualmente como antimicrobiano de amplio espectro, fungicida, herbicida, insecticida y nematicida. Su fórmula química estructural es Cl3CNO2.

## Descubrimiento
La cloropicrina se descubrió por primera vez en 1848 por un químico escocés, John Stenhouse. Se preparó por la reacción de un agente de cloración con ácido pícrico:
HOC6H2(NO2)3 + 11NaOCl → 3 Cl3CNO2  + 3Na2CO3 + 3NaOH + 2 NaCl
Debido al precursor utilizado, Stenhouse denominó cloropicrina al compuesto sintetizado, si bien ambas sustancias son estructuralmente diferentes.
La cloropicrina es fabricada por la reacción del nitrometano con hipoclorito de sodio:
H3CNO2 + 3NaOCl → Cl3CNO2 + 3NaOH

## Propiedades
La cloropicrina es una sustancia con una masa molecular de 164,38 gramos / mol. Se trata de un líquido incoloro, con un punto de ebullición de 112 °C, poco soluble en agua (solubilidad 2,000 mg / L a 25 °C). Es volátil, con una presión de vapor de 23,2 milímetros de mercurio (mm Hg) a 25 °C. La Constante de la Ley de Henry es 0.00251 atmósfera metro cúbico por mol. El coeficiente de partición octanol-agua (Kow) de la cloropicrina se estima en 269, y el de absorción del suelo corresponde a 25 cm³ / g.

## Usos
En la agricultura, la cloropicrina se inyecta en el suelo antes de plantar un cultivo con el fin de eliminar un amplio espectro de hongos, microbios, insectos y otras plagas nocivas.  Se utiliza comúnmente como un tratamiento independiente o en combinación / co-formulación con bromuro de metilo y 1,3-dicloropropeno.
A diferencia de su uso en la agricultura, en entornos no regulados la cloropicrina puede ser perjudicial para los seres humanos. De hecho es posible que se absorba sistémicamente a través de la inhalación, la ingestión  y la piel. En altas concentraciones es severamente irritante de las vías respieratorias, los ojos y mucosas.
En la Primera Guerra Mundial las fuerzas alemanas utilizaron la cloropicrina concentrada contra las fuerzas aliadas como gas lacrimógeno. Aunque no es tan letal como otras armas químicas, causó vómitos y obligó a los soldados aliados a quitar sus máscaras para vomitar, exponiéndolos a otros gases químicos más tóxicos que se empleaban como armas durante la guerra.

## Seguridad
La cloropicrina es regulada por la Agencia de Protección Ambiental de los Estados Unidos como un plaguicida de uso restringido.  La EPA la ha aprobado como segura para su implementación en agricultura.
La distribución y el uso de la cloropicrina está disponible sólo para profesionales licenciados y cultivadores especialmente certificados, que han sido entrenados en el uso correcto de las sustancia.  En los EE.UU, los límites de exposición en el trabajo se han fijado en 0,1 ppm (partes por millón), durante ocho horas media ponderadas en el tiempo.

## Agricultura
En 2008, la cloropicrina se aprueba nuevamente para ser utilizada en la agricultura, afirmando que los tratamientos "pueden proporcionar beneficios tanto a los consumidores de alimentos como a los cultivadores". Para los consumidores, esto significa que más frutas y verduras pueden ser producidas a bajo precio durante todo el año debido a que los problemas severos de plagas se pueden controlar de manera eficiente. A fin de garantizar el empleo seguro de la sustancia,  la EPA prevé un estricto protocolo en la manipulación. Las medidas de protección se incrementaron en 2011 y 2012. Estas incluyen la certificación para la aplicación de pesticidas, el uso de las zonas de amortiguamiento, la publicación de medidas de aplicación para su conocimiento, y el diseño de un plan de gestión para el fumigante, así como la asistencia para el cumplimiento y garantía de los procesos.